# Къща музей „Иларион Макариополски“
Къщата музей „Иларион Макариополски“ се намира в град Елена.
От всички запазени стари къщи в Елена най-интересна е къщата музей „Иларион Макариополски“. Тя е паметник на културата с национално значение. В нея са се родили борецът за църковна независимост Иларион Макариополски, брат му Никола Михайловски, който е виден книжовен и просветен възрожденски деец и неговият син поетът сатирик Стоян Михайловски. В една от стаите през 1863 година е основано еленското читалище „Напредък“.
Къщата музей „Иларион Макариополски“ освен историческо значение има и висока архитектурна стойност. Тя е от типа на богатите еленски талпени жилища. Строена е около 1710 – 1715 година от камък и дърво на три последователни етапа на застрояване, които не нарушават единното въздействие на постройката. Градена е с комбинация от два материала – камък и дърво, като преобладава дървото. Сградата е двуетажна, с раздвижен обем и живописен външен изглед – големи стрехи, чардаци, решетъчни прозорци.
В приземния етаж са разположени избите, складовете, конюшнята и една стая за живеене. За горния етаж водят две отделни стълби – едната закрита, в западната част, а другата открита – в източната част на къщата. Половината от чардака е заета от повдигнат одър. На него в летните дни е почивало голямото семейство.
Къщата музей е част от 100 национални туристически обекта под номер 60. Печатът се намира на касата.